# Michel Ordener

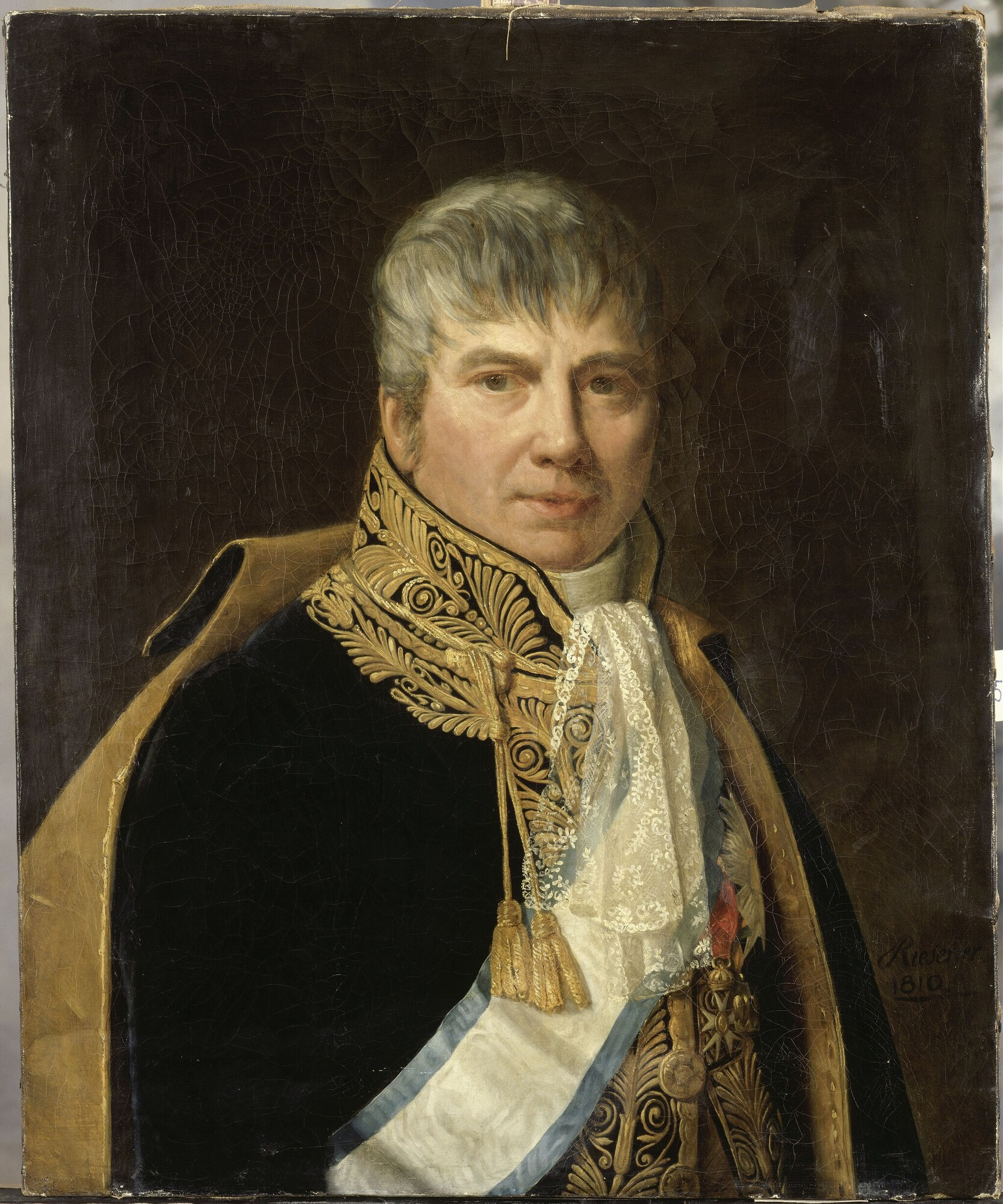
Michel Ordener

Michel Ordener (* 2. September 1755 in L’Hôpital; † 30. August 1811 in Compiègne) war ein französischer Général de division und Senator des Ersten Kaiserreichs.

## Leben
Geboren im deutschsprachigen Teil Lothringens beherrschte er zunächst nur gebrochen Französisch und verwendete im Alltag „Lothrénger Platt“ oder „Lothrénger Deitsch“, welches seine französischen Zeitgenossen als „schlechtes Deutsch“ (mauvais allemand) zu bezeichnen pflegten.
Am 1. Januar 1773 trat er als Dragoner in das Régiment Condé-Cavalerie  ein, wo er am 7. November 1776 den Rang eines Brigadiers (Caporal) erreichte. Nachdem am 9. Dezember 1776 das „Régiment Condé-Cavalerie“ in ein Dragonerregiment umgewandelt worden war und den Namen „Dragons de Boufflers“ erhalten hatte, wurde er mit seinem Rang und zusammen mit seiner Escadron in dieses Regiment eingegliedert. Mit seiner Stammescadron ging er dann nach einer weiteren Umstrukturierung in das „4e régiment de chasseurs à cheval“ (4. Regiment Jäger zu Pferde) über.
Ordener setzte seine militärische Karriere in diesem Regiment fort, so wurde er befördert:
- zum Maréchal-des-logis am 1. September 1785
- zum Adjutant am 25. Januar 1792
- zum Lieutenant am 23. Mai 1792
- zum Capitaine am 1. Mai 1793
- zum Chef d’escadron am 9. Thermidor II (27. Juli 1794)
- zum Chef de brigade am 30. Fructidor an IV (16. August 1796)

Ordener nahm in der „Armée du Rhin“ und der „Armée de la Moselle“ an den Feldzügen der Jahre 1792 und 1793 teil. Er bewies mehrfach sein brillantes militärisches Können in den Kriegen der Jahre II (1794) bis VIII (1800) wiederum in der Rheinarmee, der „Armée des Alpes“ (Alpenarmee), der „Armée d'Italie“ (Italienarmee) der „Armée d'Angleterre“ (Englandarmee) und der „Armée du Danube“ (Donauarmee). Ordener wurde von den kommandierenden Generalen der Divisionen, zu denen sein Regiment jeweils gehörte, in den höchsten Tönen gelobt. In diesen Feldzügen machte Ordener etwa 6.000 Gefangene und erbeutete 26 Geschütze mit den meisten ihrer Munitionswagen, sieben Fahnen oder Standarten, etwa 200 Trossfahrzeuge und um die 2.400 Pferde.
Sieben Pferde wurden unter ihm getötet und er wurde im Gefecht insgesamt achtmal von Säbelhieben getroffen, davon allein fünf Hiebe gegen den Kopf im Gefecht bei Wollerau („affaire de Valerau“) am 27. Thermidor an VII (14. August 1799). Dreimal wurde er von Kugeln getroffen, niemals jedoch so schwer, dass er seine Leistungsbereitschaft eingeschränkt gesehen hätte. Lediglich durch einen dicht an seinem rechten Ohr abgegebenen Schuss litt er zeitweise unter Taubheit.
Am 29. Messidor an VIII (18. Juli 1800) wurde er zum „Chef de brigade des grenadiers à cheval de la garde des consuls“ (Oberst der Grenadiere zu Pferde der Konsulargarde) ernannt.
Ordener wurde am 11. Fructidor an XI (29. August 1801) zum Général de brigade befördert und am 19. Frimaire an XII (11. Dezember 1803) in die Légion-d’Honneur aufgenommen.
Am 25. Prairial an XII (14. Juni 1804) wurde Ordener zum Kommandeur der Ehrenlegion ernannt. Er nahm dann mit der Gardekavallerie an den Feldzügen des Jahres 1805 entlang der Atlantikküste teil und stieß dann im Monat „Vendémiaire“ (also im Oktober) des gleichen Jahres zur „Grande armée“. Während der Kriege gegen Österreich konnte der General seinen guten Ruf festigen und sich weitere Verdienste in der Schlacht von Austerlitz erwerben.
Am 4. Nivôse an XIV, (25. Dezember 1804) zum Général de division befördert, erhielt er das Kommando über die Grenadiers à cheval de la Garde impériale (Grenadiere zu Pferd der kaiserlichen Garde). Am 20. Mai 1806 wurde er in den Senat berufen und zum Commandant de l’ordre de la Couronne de fer (Kommandant des Ordens der Eisernen Krone) ernannt. Mit dem 25. Oktober schied er aus dem Militärdienst aus.
Napoléon ernannte Général Ordener 1808 zum „Comte de l'Empire“ (Reichsgraf) und übertrug ihm am 1. März 1810 das Amt des Gouverneurs über den kaiserlichen Palast in Compiègne.
Vom bayerischen König wurde ihm der Orden vom Pfälzer Löwen verliehen.
Ordener starb am 30. August 1811 in Compiègne in Ausübung seines Dienstes. Er wurde im Panthéon in Paris beigesetzt.
Sein Name befindet sich auf dem Triumphbogen, auf dem westlichen Pfeiler in der 11. Reihe der 31. Kolonne.

## Die Affäre Duc d’Enghien
Am 20. Ventôse an XI (11. März 1803) erhielt er vom Kriegsminister, Marschall Louis-Alexandre Berthier den Befehl, sich nach Ettenheim im Kurfürstentum Baden zu begeben und dort den Herzog d’Enghien zu verhaften. Er kam dort am 25. Ventôse (16. März) an und ließ im Einvernehmen mit dem Général Fririon das Anwesen des Herzogs von einem Detachement Gendarmerie und einer Abteilung des „22e régiment de dragons“ (22. Dragonerregiments) umstellen. Nach fünfeinhalb Stunden wurden die Tore gewaltsam geöffnet und der Herzog d’Enghien, der sich in einer Mühle hinter der Ziegelbrennerei aufhielt, in Gewahrsam genommen. Nachdem seine Papiere beschlagnahmt worden waren, wurde er auf einen Karren gesetzt und zwischen zwei Reihen Bewaffneter zum Rhein über die Grenze nach Frankreich geleitet.
Nach der Gefangennahme des Herzogs legte Ordener zeit seines Lebens Wert auf die Feststellung, dass er weder direkt noch indirekt an der Verurteilung und der Exekution desselben beteiligt gewesen sei.
Die gesamte Aktion war ein illegaler Akt, der auch bei damaligen Gepflogenheiten auf Unverständnis stieß und Proteste auf höchster Ebene auslöste.
Im Band II seiner Mémoires de Sainte-Hélène schreibt Napoleon Bonaparte diesbezüglich über Ordener:
„... faire remettre à la cour de Bade des explications sur la violation de son territoire, aussitôt qu’Ordener se serait saisi du duc d’Enghien. Ordener a dû obéir à l’ordre de passer le Rhin avec 300 dragons et d’enlever le prince.“
„... ging die Erklärung an den badischen Hof für das gewaltsame Eindringen in dessen Territorium, daß Ordener lediglich mit der Verhaftung des Herzogs d’Enghien beauftragt gewesen sei. Ordener befolgte seinen Befehl, den Rhein mit 300 Dragonern zu überschreiten und den Herzog festzunehmen.“